# Vital Roux
Vital Roux (1766 – 1846) è stato un imprenditore e pubblicista francese, originario di Lione.
È noto per aver partecipato alla fondazione della Grande école ESCP.

## Opera
Nel 1787, è fra i membri fondatori della Compagnie royale d'assurances, la prima compagnia assicuratrice francese.
Ha inoltre largamente contribuito alla stesura del Code de commerce nel 1807.
Roux era convinto che il saper commerciare fosse una scienza e non un dono, e che quindi era un sapere che andava appreso. Questa convinzione lo spinse a fondare il 1º ottobre 1819, assieme a Jean-Baptiste Say, il primo istituto universitario al mondo. Dedicato all'insegnamento delle tecniche commerciali, questo istituto prese il nome di École Spéciale de Commerce et d'Industrie, divenuto in seguitoESCP Business School.
Nel corso della sua vita ha anche ricoperto il ruolo di reggente della Banca di Francia occupando uno dei 15 seggi disponibili nel Consiglio dei reggenti dal 1806 al 1828.
Nel 1995, un istituto di ricerca in economia creato dalla ESCP Europe è stato chiamato Institut Vital Roux in suo omaggio e dedicato alla sua memoria.